# Anna-Selbdritt-Bildstock (Iphofen)
Der Anna-Selbdritt-Bildstock im unterfränkischen Iphofen ist eine der kunsthistorisch bedeutsamsten Martern Frankens. Der Bildstock des 16. Jahrhunderts befindet sich heute in der Geschichtsscheune der Stadt, prägte aber lange Zeit das Stadtbild am westlichen Ortsausgang.

## Geschichte
Mit dem Anna-Selbdritt-Bildstock beginnt die Tradition der Setzung von Bildstöcken in der Stadt Iphofen. Auf dem Stock ist die Jahreszahl 1515 vermerkt, die wohl zugleich das Jahr der Aufstellung umreißt. Der Kitzinger Heimatpfleger Hans Bauer vermutet, dass der Bildstock aus der Werkstatt bzw. dem Umfeld des Bildschnitzers Tilman Riemenschneider stammt. So wurde der Stock mit dem Riemenschneider-Schüler Augustin Reuß in Verbindung gebracht. Eventuell stammt er auch aus der Werkstatt des unbekannten Bildhauers der Grauen Marter bei Sommerach.
Der Bildstock entstand als Wegmarke am westlichen Ortsausgang vor dem Mainbernheimer Tor. Das Motiv der Anna selbdritt ist selten auf einem Bildstock. Es verweist auf die Annenverehrung des 16. Jahrhunderts, die auch in Iphofen einen Aufschwung erlebte. Die nicht in der Bibel genannte Mutter Mariens mit Namen Anna wurde auch an der nur wenige Meter vom Bildstock entfernten Stadtpfarrkirche St. Veit als Relief am Außenbau aufgegriffen. Der Bildstock wurde in den 2010er Jahren in die Geschichtsscheune der Stadt Iphofen an der Rückseite des barocken Rathauses versetzt.

## Beschreibung
Der Anna-Selbdritt-Bildstock besitzt eine Höhe von 3,50 Metern. Er steht auf einem breiten Vierkantsockel, der von einer schlanken, runden Säule überragt wird. Darüber erhebt sich der Aufsatz, der in der Form eines langgestreckten Walmdachhauses geschaffen wurde, auf dem sogar die Ziegelplatten reliefiert wurden. Der Stock schließt mit einem Kreuz ab. Die Schauseite des Stocks zeigt die namensgebende Darstellung der Anna Selbdritt und war in Richtung der Stadt ausgerichtet.
Anna lehnt an einem profilierten Podest, hat Maria mit ihrem linken Arm umfasst und trägt das Jesuskind auf ihren Knien. Umgeben ist die Figurengruppe mit gotischen Maßwerk. Das Jesuskind reicht der Großmutter eine Weinrebe. Noch seltener als die Annendarstellung ist die Grablegung Christi auf der Südseite auf einem fränkischen Bildstock zu finden. Die Nordseite wird von einer „unbeholfenen“ Inschrift eingenommen. Sie lautet: „IESVS MARIA IOSETT UND SANT GEHANES“. Daneben hat sich auf der Südseite eine Kreuzigungsszene erhalten.